# Jessey Kuiper
Jessey Kuiper (Zaandam, 8 juni 1994) is een Nederlands voetballer die doorgaans speelt als middenvelder. In juli 2024 verruilde hij VV Assendelft voor Rood-Wit Zaanstad.

## Clubcarrière
Kuiper doorliep de jeugdopleiding van FC Volendam en in 2013 werd hij opgenomen in de eerste selectie. Op 30 augustus mocht hij van coach Hans de Koning zijn debuut maken. Op die dag werd er met 2–0 verloren op bezoek bij Willem II en Kuiper viel acht minuten voor tijd in voor Levi Schwiebbe. Op 16 juni 2015 werd bekend dat Kuiper FC Volendam verliet en aan de slag ging bij OFC uit Oostzaan. Na één seizoen verruilde hij de club voor Fortuna Wormerveer. In 2019 werd Zaanlandia zijn nieuwe club. SDZ nam hem een jaar later over. In de zomer van 2021 verkaste Kuiper naar VV Assendelft. Rood-Wit Zaanstad nam hem in 2024 over.

## Clubstatistieken
| Seizoen | Club        | Competitie     | Competitie | Competitie | Beker | Beker | Internationaal | Internationaal | Totaal | Totaal |
| Seizoen | Club        | Competitie     | Wed.       | Dlp.       | Wed.  | Dlp.  | Wed.           | Dlp.           | Wed.   | Dlp.   |
| ------- | ----------- | -------------- | ---------- | ---------- | ----- | ----- | -------------- | -------------- | ------ | ------ |
| 2013/14 | FC Volendam | Eerste divisie | 1          | 0          | 0     | 0     | —              | —              | 1      | 0      |
| 2014/15 | FC Volendam | Eerste divisie | 0          | 0          | 0     | 0     | —              | —              | 0      | 0      |
| Totaal  | Totaal      | Totaal         | 1          | 0          | 0     | 0     | 0              | 0              | 1      | 0      |